# Plusia nichollae
Plusia nichollae är en fjärilsart som beskrevs av George Francis Hampson 1913. Plusia nichollae ingår i släktet Plusia och familjen nattflyn. Inga underarter finns listade i Catalogue of Life.